# Taenaris charondas
Taenaris charondas är en fjärilsart som beskrevs av Hans Fruhstorfer 1911. Taenaris charondas ingår i släktet Taenaris och familjen praktfjärilar. Inga underarter finns listade i Catalogue of Life.